# Чемпионат Бразилии по волейболу среди мужчин
Чемпионат Бразилии по волейболу среди мужчин — ежегодное соревнование мужских волейбольных команд Бразилии. Проводится с 1962 года (с перерывами).
В 1962 прошло первое общенациональное первенство Бразилии. Названия соревнований неоднократно менялись: 1962—1964 — Кубок Гуарани, 1968—1975 — Кубок Бразилии среди клубов чемпионов штатов, 1976—1980 — чемпионат Бразилии среди клубов чемпионов штатов. С 1981 года установлено нынешнее название после образования Национальной (профессиональной) лиги.
Соревнования проходят в четырёх дивизионах: Суперлиге — серия А, Суперлиге — серия В, Суперлиге — серия С, Национальной лиге.

## Формула соревнований (Суперлига)
Чемпионат в серии А суперлиги проводится в два этапа — предварительный и плей-офф. На предварительной стадии команды играют в два круга. По её итогам 8 лучших выходят в плей-офф и по системе с выбыванием определяют двух финалистов, которые разыгрывают первенство. Четвертьфинальные и полуфинальные серии плей-офф проводятся до двух побед одного из соперников. Финал в сезоне 2024/25 состоял из одного матча. 
За победы со счётом 3:0 и 3:1 команды получают по 3 очка, за победу 3:2 — 2, за поражение 2:3 — 1 очко, за поражения 1:3 и 0:3 очки не начисляются.
В чемпионате 2024/25 в серии А суперлиги участвовали 12 команд: «Сада Крузейро» (Контажен), «Итамбе-Минас» (Белу-Оризонти), «Волей Рената» (Кампинас), «СеСИ-Бауру» (Бауру), «Прая Клубе» (Уберландия), «Жоинвили», «Сузану Волей» (Сузану), «Гуарульюс», «Фарма-Конде Сан-Жозе» (Сан-Жозе-дус-Кампус), «Санеаго-Гояс» (Гояния), «АПАН-Элева» (Блуменау), «Неурология-Атива» (Гояния). Чемпионский титул выиграл «Сада Крузейро», победивший в финальной серии команду «Волей Рената» 3:1. 3-е место занял «Прая Клубе».

## Чемпионы
| - 1962 «Гремио» Порту-Алегри - 1963 «Минас» Белу-Оризонти - 1964 «Минас» Белу-Оризонти - 1968 «Сантус» - 1969 «Ранди эспорте» Сан-Паулу - 1971 «Ботафого» Рио-де-Жанейро - 1972 «Ботафого» Рио-де-Жанейро - 1973 «Паулистано» Сан-Паулу - 1974 «Паулистано» Сан-Паулу - 1975 «Ботафого» Рио-де-Жанейро - 1976 «Ботафого» Рио-де-Жанейро - 1978 «Паулистано» Сан-Паулу - 1980 «Пирелли» Санту-Андре - 1981 «Атлантика-Боависта» Рио-де-Жанейро - 1982 «Пирелли» Санту-Андре - 1983 «Пирелли» Санту-Андре - 1984 «Минас» Белу-Оризонти - 1985 «Минас» Белу-Оризонти - 1986 «Минас» Белу-Оризонти - 1987 «Банеспа» Сан-Паулу - 1988 — - 1989 «Пирелли» Санту-Андре - 1990 «Банеспа» Сан-Паулу - 1991 «Банеспа» Сан-Паулу - 1992 «Банеспа» Сан-Паулу - 1993 «Униао» Сузано - 1994 «Носса-Кайша» Сузано - 1995 «Франгосул» Нову-Амбургу - 1996 «Олимпикус» Кампинас | - 1997 «Папел Репорт» Сузано - 1998 «Улбра» Каноас - 1999 «Улбра» Каноас - 2000 «Минас» Белу-Оризонти - 2001 «Минас» Белу-Оризонти - 2002 «Минас» Белу-Оризонти - 2003 «Улбра» Каноас - 2004 «Унисул» Флорианополис - 2005 «Банеспа» Сан-Паулу - 2006 «Симед» Флорианополис - 2007 «Минас» Белу-Оризонти - 2008 «Симед» Флорианополис - 2009 «Симед» Флорианополис - 2010 «Симед» Флорианополис - 2011 СЕСИ-СП Сан-Паулу - 2012 «Сада Крузейро» Контажен - 2013 «Рио-де-Жанейро» - 2014 «Сада Крузейро» Контажен - 2015 «Сада Крузейро» Контажен - 2016 «Сада Крузейро» Контажен - 2017 «Сада Крузейро» Контажен - 2018 «Сада Крузейро» Контажен - 2019 ФУнВиК Таубате - 2020 чемпионат не завершён, итоги не подведены - 2021 ФУнВиК Таубате - 2022 «Сада Крузейро» Контажен - 2023 «Сада Крузейро» Контажен - 2024 «СеСИ-Бауру» Бауру - 2025 «Сада Крузейро» Контажен |